# Simone Lykke
Simone Lykke (født 9. september 1986) er en dansk skuespillerinde. Hun er født og opvokset på Christianshavn og har en bachelor i journalistik fra Roskilde Universitet.

## Udvalgt filmografi

### Film
- Dirch (2011) – Suffløse
- Hundeliv (2016) – Olivia
- Denmark (2019) – Mathilda

### TV
- Grow (2020) — Aggi
- Min fars krig (2020) — Tove
- Ambassadøren (2020) — Jeanette
- Friheden (2020) - Amanda

### Teater
- Closer (2012) – Alice, Aveny-T